# Childerico I
Flavio Childerico I (en latín: Flavius Childericus, en franco: *Hildirīk) (c. 437 - Tournai, 481) fue rey de los francos salios entre los años 457 y 481. Le sucedió su hijo Flavio Clodoveo.

## Biografía
Varias fuentes, incluido Gregorio de Tours, registran que el padre de Childerico era Meroveo, cuyo nombre es la base de la dinastía merovingia Gregorio informa que Meroveo tenía la reputación de ser descendiente de Clodión, quien fue un rey franco anterior que había conquistado áreas galo-romanas primero en la Silva Carbonaria, luego en Tournai, Cambrai y tan al sur como el Somme. Esta es más o menos la definición de la provincia romana de Belgica Secunda (aproximadamente la "Bélgica" definida por Julio César siglos antes, la región que se extiende desde el norte de París hasta la costa flamenca) y más tarde, una carta de San Remigio al hijo de Childerico, Clodoveo I, implica que Childerico había sido el jefe administrativo de esta provincia romana. 
En registros sobre acciones específicas del propio Childerico, se le asocia principalmente con las acciones militares romanas alrededor del río Loira, donde aparece en registros que involucran al magister militum de Galia, el general Egidio. Según Gregorio de Tours, Childerico fue exiliado a "Turingia" durante ocho años debido al disgusto de los francos por su libertinaje y su seducción de las hijas de sus súbditos. Mientras tanto, según a Gregorio, el propio Egidio tomó el título de rey de los francos. A su regreso del exilio, Childerico se unió a la esposa de su anfitrión y amigo el rey Basino (de los turingios), la reina Basina, quien dio a luz a su hijo Clodoveo (Luis).
El final de su reinado estuvo señalado por muchos éxitos gloriosos. Aliado con Egidio, derrota cerca de Orleans, en 463, al ejército visigodo del hermano del rey Flavio Teodorico II. A la muerte de Egidio, el comes Paulus queda al mando de las tropas galo-romanas, que, en 469, tienen luchar contra los sajones de Adovacrius que amenazan Angers. Childerico llega al día siguiente para socorrer la ciudad, Paulus muere en la batalla y Childerico toma el control de Angers.
Firma un tratado de paz con Flavio Odoacro, dux Italiae, y se une con los sajones para exterminar a los alamanes que habían invadido una parte de Italia. La conquista de Alamania fue el último hecho memorable de este príncipe. Murió poco después, en el vigésimo cuarto año de su reinado y fue enterrado en la villa de Tournai, en la actual Bélgica. Su tumba fue descubierta el año 1653.
Le sucede su hijo Clodoveo I.

## Tumba

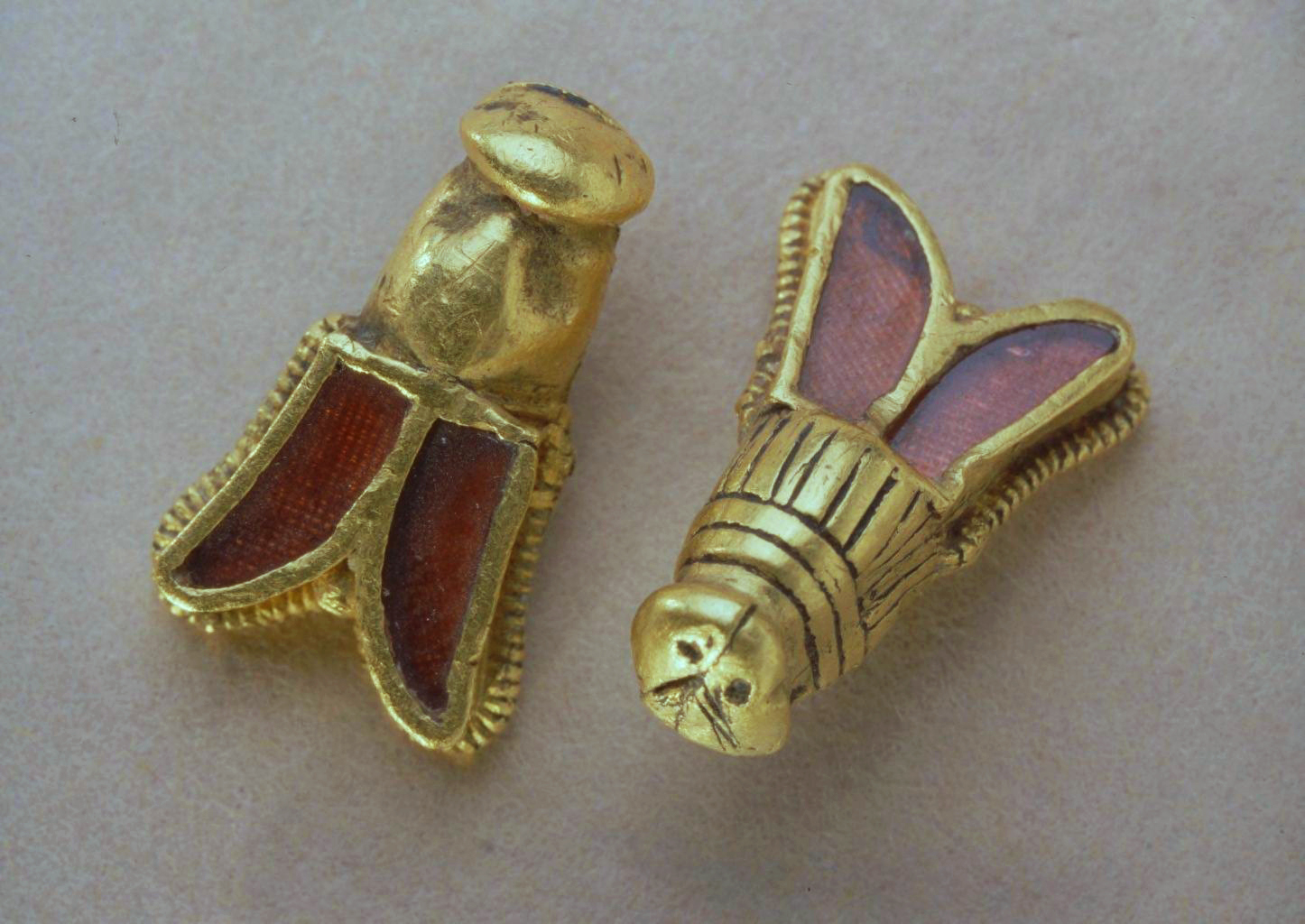
Detalle de abejas de oro de Childerico I: la cabeza y el tórax son de oro, las alas están incrustadas de granates; en el reverso, un cierre.

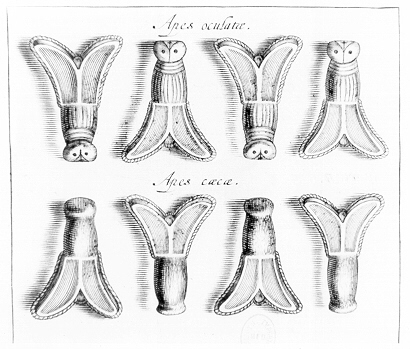
Dibujo detallado de las abejas/moscas de oro descubiertas en la tumba de Childerico I en Tournai el 27 de mayo de 1653. Dibujadas por J. J. Chifflet en 1655.

### Ubicación de la tumba de Childerico
Bajo el nombre de Tornacum, Tournai fue una villa importante del norte de la Galia a finales de la época romana; no se puede afirmar que Tournai fuera su capital, pero sí se puede pensar que fue su residencia en el momento de la muerte. Las excavaciones de Raymond Brulet pudieron establecer que el entierro no estaba aislado, sino que formaba parte de una necrópolis merovingia de la que quizá fuera el núcleo primigenio. Si no fue saqueada, se dio además de por el olvido de su emplazamiento, por su situación privilegiada cerca de la iglesia de Saint-Brice.

### Hallazgo
La tumba de Childerico fue descubierta el 27 de mayo de 1653 no lejos de la iglesia del siglo XII de Saint-Brice en Tournai, ahora en Bélgica. Un obrero que trabajaba en la decoración de una casa cercana al cementerio de la iglesia encontró un día una cripta conteniendo numerosos objetos preciosos: una espada ceremonial, un brazalete de torso, joyas de cloisonné de oro y granate, monedas de oro, una cabeza de toro de oro, y un anillo con el nombre del rey inscrito, CHILDIRICI REGIS («del rey Childerico»), lo que permitió identificar la tumba. Se encontraron, colocados en la capa del rey, unos 300 insectos alados de oro (usualmente vistos como abejas o cícadas). Al principio se tomaron como flores de lis luego como cícadas. Según Michel Rouche, en realidad son abejas, porque Childerico habría tomado prestado durante su estancia en Turingia una costumbre adoptada por los turingios sometidos a los hunos. La cigarra es un insecto específicamente mediterráneo, no está presente en las estepas o los prados. La abeja simbolizaría el matriarcado por la imagen de la abeja reina: «que yace incesantemente y alrededor de la cual gravitan todas los demás. Sin duda, la reina procreaba sin necesidad aparente de macho. Afirma su poder matriarcal en la indistinción sexual».
El archiduque Leopoldo Guillermo, gobernador de los Países Bajos españoles (hoy Bélgica), hizo que se publicase un informe del hallazgo en latín. El tesoro fue primero a los Habsburgo en Viena, luego como un regalo a Luis XIV, quien no se sintió impresionado por el tesoro y lo almacenó en la Biblioteca real, en su Gabinete de medallas y antigüedades entonces situada en el Louvre. Más tarde, la Biblioteca real pasaría a ser la Biblioteca nacional de Francia durante la Revolución. Napoleón se quedó más impresionado con las abejas de Childerico y cuando, convertido en emperador, estaba buscando un símbolo heráldico para superar a la flor de lis de los Capetos, decidió que las abejas de Childerico se convirtieran en símbolos del Imperio francés.

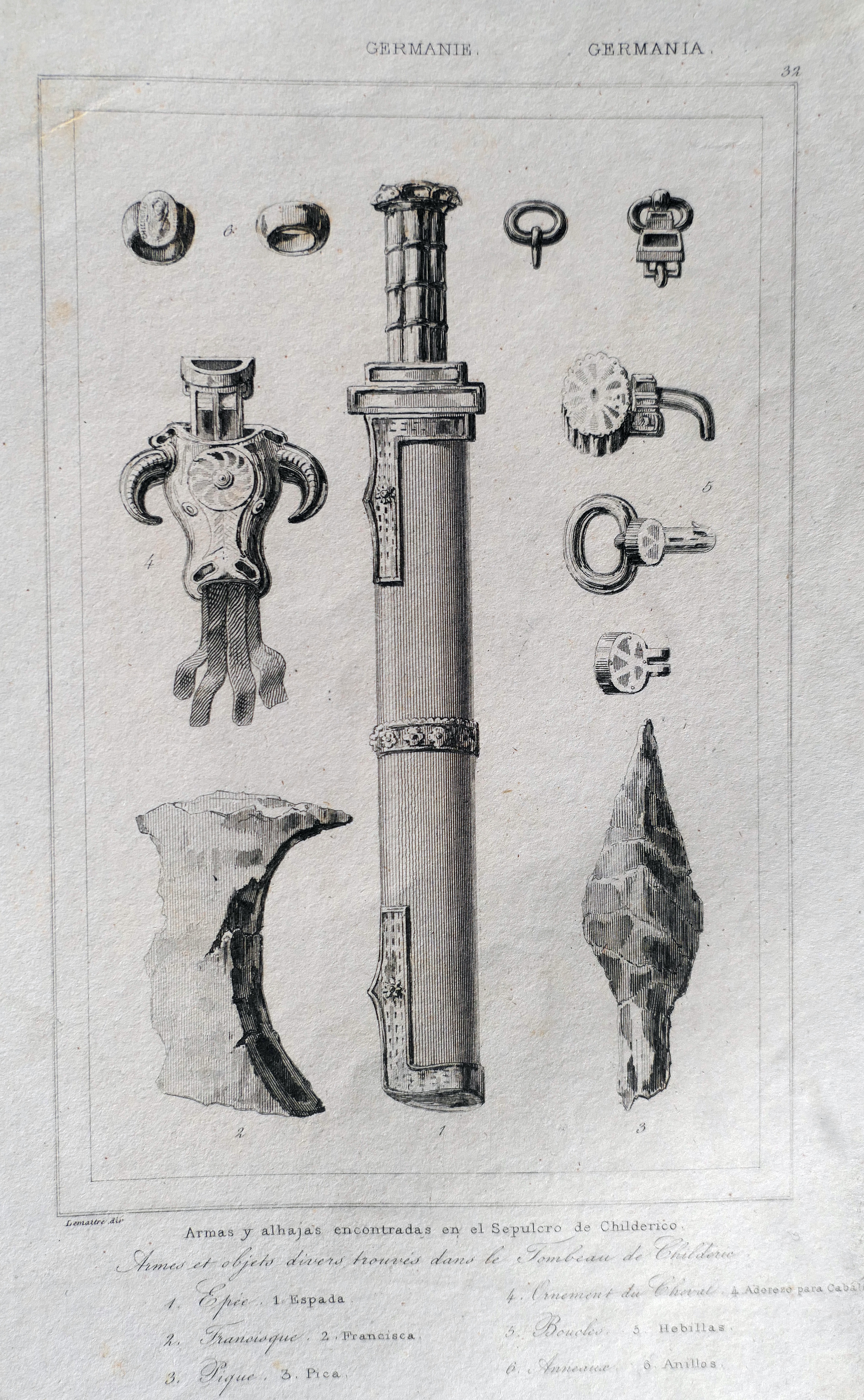

En la noche del 5 al 6 de noviembre de 1831, el tesoro de Childerico estuvo entre los 80 kilos de tesoro robado de la Biblioteca y fundidos para hacer lingotes de oro. Unas pocas piezas se rescataron de donde habían sido arrojadas, el Sena, incluyendo dos de la abejas. La documentación del tesoro, sin embargo, solo existe hoy en los finos grabados realizados en la época en que se descubrió y en algunas reproducciones realizadas para los Habsburgo.

### Los descubrimientos arqueológicos en la tumba
El inventario de la tumba permitió distinguir tres subconjuntos: el armamento y los accesorios de vestir del propio Childerico I, piezas de arnés para caballos. La tercera parte quizás perteneciera a una tumba femenina adyacente, que algunos atribuyen a su misma esposa Basina.

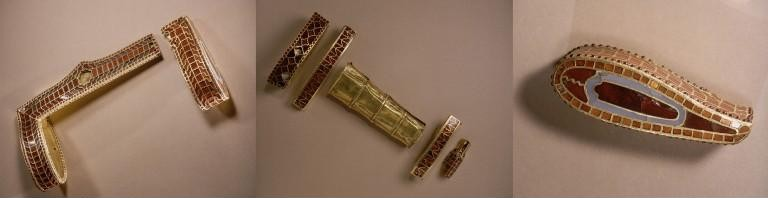
Fragmentos de un seax de Childerico I. BNF, Gallica.

Entre los accesorios de ropa, se recuperaron restos de una hebilla de cinturón en oro, de un par de hebillas de zapato, una fíbula cruciforme en oro que cerrase el paludamento de Childerico sobre el hombro, su anillo con el sello, otro anillo de oro, un bracelete en oro macizo y un cierre de limosnera. Las armas del rey fueron igualmente identificadas: una lanza, una francisca, una espada larga y un seax. Descubrimientos recientes de dos sepulturas colectivas de caballos· situados en los alrededores inmediatos de la tumba de Childerico permitía suponer que era el caballo personal de Childerico y estaba enterrado cerca de él o en una tumba vecina. El cráneo del animal y su arnés fueron descubiertos en la tumba real. Una treintena de las célebres abejas (y no 300) pudieron adornar este arnés, pues se adaptaban a un adorno en el cuero, pero a veces se señala que adornaban la ropa ceremonial del difunto.
Finalmente el descubrimiento, cerca del esqueleto del rey, de una bóveda craneal de pequeño tamaño y algunos ornamentos femeninos podrían sugerir que al lado de la tumba de Childerico estaba una tumba femenina (quizá la de su esposa Basina). Sin embargo, el pequeño número de objetos femeninos encontrados justifica las dudas planteadas por esta hipótesis, incluso si el sitio no hubiera sido inmune al saqueo anterior o si no fue objeto de una búsqueda insuficiente.

### La interpretación del tesoro
El análisis del tesoro ha revelado múltiples influencias. Childerico era franco, y como todo jefe franco, su tumba contenía un número importante de armas entre ellas el seax y la spatha. La fíbula que cerraba el paludamentum y su anillo con el sello recuerdan a los usos de los altos dignatarios de la administración romana, incluso si, sobre el anillo de Childerico, figuraban detalles de inspiración franca como los cabellos largos. Se recuperaron más de cien monedas de oro, acuñados en gran parte con el nombre del emperador bizantino Zenón. Esta suma procedente de la autoridad imperial debió financiar a los francos como foedus y para la administración de la provincia de Belgica Secunda (Reims). Ciertos elementos decorativos de sus armas son de inspiración bizantina. Las influencias germánicas están presentes en la pompa funeraria y la asociación de la tumba con las fosas de caballos situadas cerca, y la presencia de numerosos brazaletes de oro. Finalmente la influencia danubiana se manifiesta en el mobiliario de la tumba. Es notable en el gran número de objetos de orfebrería con decoración de cloisonnés de granates, adornos con decoración policromada de lazos de placa y las armas decoradas en cloisonné. Un uso parecido se hizo en las cortes reales danubianas, donde se mezclan rasgos culturales hunos, godos, alanos y sármatas.
El contenido de la tumba revela partes de la mitología franca, pudiendo en cierta forma separarla de la germánica, observándose influencia romana (tanto pagana como cristiana). Además la dinastía merovingia fue la única que no se proclamó descendiente de Odín, sino de Nerthus, diosa de la fertilidad, de ahí la posible asociación con las abejas (aunque también se señala la posible influencia romana, al ser un símbolo de Artemisa) y los toros, al encontrarse en la tumba la cabeza de un toro, hábilmente hecha de oro. Esto puede haber representado el símbolo de un ritual de fertilidad muy antiguo (pudiendo ser de origen prehistórico).

## Legado
Si bien Egidio y Childerico fueron amigos y reyes de los francos, la historia sería distinta para sus hijos, Siagrio y Clodoveo, respectivamente, el primero se declararía rey de los romanos y el segundo sería rey de los francos, luchando por el control de la Galia hasta que Clodoveo derrotó y ejecutó a Siagrio.